# The Cream of Clapton
The Cream of Clapton es un álbum recopilatorio del músico británico Eric Clapton, publicado por la compañía discográfica Polydor Records. Fue publicado en distintas fechas y con diferente lista de canciones en los Estados Unidos y en Europa: la versión europea fue publicada con el título de The Cream of Eric Clapton en 1991, aunque sin la canción «I Can't Stand It». 
Además de recopilar el trabajo individual de Clapton, el álbum incluyó también temas de Clapton en las bandas Cream, Blind Faith y Derek and the Dominos. 

## Lista de canciones
Edición estadounidense
1. Cream: "I Feel Free" (Pete Brown, Jack Bruce) – 2:52 (de Fresh Cream, 1966)
2. "Sunshine of Your Love" (Brown, Bruce, Eric Clapton) – 4:11 (de Disraeli Gears, 1967)
3. "White Room" (Brown, Bruce) – 5:00 (de Wheels of Fire, 1968)
4. "Crossroads" (Live) (Robert Johnson, arr. by Clapton) – 4:16 (de Wheels of Fire, 1968)
5. "Badge" (Clapton, George Harrison) –  2:46 (de Goodbye, 1969)
6. Blind Faith: "Presence of the Lord" (Clapton) – 4:50 (de Blind Faith, 1969)
7. En solitario: "Blues Power" (Clapton, Leon Russell) – 3:11 (from Eric Clapton, 1970)
8. "After Midnight" (J.J. Cale) – 2:53 (de Eric Clapton, 1970)
9. "Let It Rain" (Bonnie Bramlett, Delaney Bramlett, Clapton) – 5:04 (de Eric Clapton, 1970)
10. Derek and the Dominos: "Bell Bottom Blues" (Clapton) – 5:02 (de Layla and Other Assorted Love Songs, 1970)
11. "Layla" (Clapton, Jim Gordon) – 7:05 (de Layla and Other Assorted Love Songs, 1970)
12. Solo: "I Shot the Sheriff" (Bob Marley) – 4:23 (de 461 Ocean Boulevard, 1974)
13. "Let It Grow" (Clapton) – 4:58 (de 461 Ocean Boulevard, 1974)
14. "Knockin' on Heaven's Door" (Bob Dylan) – 4:22 (sencillo, 1975)
15. "Hello Old Friend" (Clapton) – 3:36 (de No Reason to Cry, 1976)
16. "Cocaine" (Cale) – 3:39 (de Slowhand, 1977)
17. "Wonderful Tonight" (Clapton) – 3:42 (de Slowhand, 1977)
18. "Promises" (Richard Feldman, Roger Linn) – 3:04 (de Backless, 1978)
19. "I Can't Stand It" (Clapton) – 4:09 (de Another Ticket, 1981)

Edición británica, francesa y australiana (Polydor 521881)
1. Derek and the Dominos: "Layla" (Clapton, Gordon) – 7:10 (de Layla and Other Assorted Love Songs, 1970)
2. Cream: "Badge" (Clapton, Harrison) –  2:42 (de Goodbye, 1969)
3. "I Feel Free" (Brown, Bruce) – 2:54 (de Fresh Cream, 1966)
4. "Sunshine of Your Love" (Brown, Bruce, Clapton) – 4:10 (de Disraeli Gears, 1967)
5. "Crossroads" (Live) (Johnson) – 4:13 (de Wheels of Fire, 1968)
6. "Strange Brew" (Clapton, Felix Pappalardi, Gail Collins) - 2:45 (de Disraeli Gears, 1967)
7. "White Room" (Brown, Bruce) – 4:57 (de Wheels of Fire, 1968)
8. Derek and the Dominos: "Bell Bottom Blues" (Clapton) – 5:06 (de Layla and Other Assorted Love Songs, 1970)
9. Solo: "Cocaine" (Cale) – 3:35 (de Slowhand, 1977)
10. "I Shot the Sheriff" (Marley) – 4:22 (de 461 Ocean Boulevard, 1974)
11. "After Midnight" (Cale) – 3:11 (de Eric Clapton, 1970)
12. "Swing Low, Sweet Chariot" (Tradicional arr. by Eric Clapton) - 3:27 (de There's One in Every Crowd, 1975)
13. "Lay Down Sally" (Clapton, Marcy Levy, George Terry) - 3:50 (de Slowhand, 1977)
14. "Knockin' on Heaven's Door" (Dylan) – 4:23 (Sencillo, 1975)
15. "Wonderful Tonight" (Clapton) – 3:41 (de Slowhand, 1977)
16. "Let It Grow" (Clapton) – 4:56 (de 461 Ocean Boulevard, 1974)
17. "Promises" (Feldman, Linn) – 3:01 (de Backless, 1978)
18. "I Can't Stand It" (Clapton) – 4:07 (de Another Ticket, 1981)

## Posición en listas
| Lista (1994–95)                     | Posición |
| ----------------------------------- | -------- |
| Dinamarca (Hitlisten)               | 3        |
| Europa (IFPI)                       | 14       |
| Finlandia (Suomen virallinen lista) | 4        |
| Francia (SNEP)                      | 141      |
| Alemania (Media Control Charts)     | 17       |
| Nueva Zelanda (Recorded Music NZ)   | 9        |
| Noruega (VG-lista)                  | 4        |
| España (AFYVE)                      | 5        |
| Suecia (Sverigetopplistan)          | 3        |
| Reino Unido (UK Albums Chart)       | 52       |